# Marshall James
Marshall James (* 4. Oktober 1970) ist ein ehemaliger walisischer Dartspieler, der hauptsächlich während der 1990er-Jahre bei der British Darts Organisation (BDO) aktiv war. 1997 erreichte er das Finale der BDO-Weltmeisterschaft. Bekannt ist James außerdem für seinen sehr langsamen Wurfstil.

## Karriere

### Weltmeisterschaft
1997 feierte James sein Debüt bei der BDO-Weltmeisterschaft. In der ersten Runde besiegte er dabei Bill Burksfield mit 3:1. Er bezwang anschließend den hochfavorisierten späteren Weltmeister Andy Fordham im Achtelfinale ebenfalls mit 3:1. Einen entscheidenden letzten Satz brauchte es dagegen gegen den US-Amerikaner Roger Carter im Viertelfinale. Im Halbfinale gegen den Titelverteidiger Steve Beaton brauchte es gar ein Sudden death-Leg für eine Entscheidung. Hierbei nahm James eine 106 zum Sieg aus dem Spiel, nachdem Beaton seine Chance zum Finaleinzug auf der Doppel-10 nur sehr knapp vergeben hatte. Somit stand James im Finale. Dort traf er auf den Schotten Les Wallace. James zeigte zu Beginn eine gute Leistung, lag nach einigen unglücklichen Momenten vor der Pause jedoch mit 2:3 in den Sätzen zurück. Nach der Pause hatte Wallace deutlich das bessere Momentum und dominierte so die folgenden Sätze. Letztlich ging das Endspiel für James mit 3:6 verloren.
James war in der Folge nur zwei weitere Male bei der BDO-Weltmeisterschaft vertreten. Hierbei verlor er 1998 bereits zum Auftakt gegen den ehemaligen Weltmeister Richie Burnett und 1999 im Achtelfinale gegen den Australier Steve Duke.

### Mannschaftswettbewerbe
Besser lief es für James und die walisische Mannschaft, komplettiert durch Eric Burden, Sean Palfrey und Martin Philips, beim WDF World Cup 1997. Wales konnte sich den Teamwettbewerb und die Gesamtwertung sichern. In der gleichen Besetzung trat Wales auch beim WDF Europe Cup 1998 an und fuhr auch hier den Sieg in der Gesamtwertung ein.

### World Masters
Dreimal war er außerdem bei den BDO World Masters, das als zweitwichtigstes Turnier der British Darts Organisation galt, mit dabei. 1996 war James erstmals bei dem Turnier vertreten und gewann drei Spiele, bevor er unter den letzten 32 Raymond van Barneveld unterlegen war. Bei seiner zweiten Teilnahme 1997 ging es noch eine Runde weiter. Dieses Mal war Landsmann Richard Herbert zu stark. Letztmals vertreten war James dann 1998 bei dem Turnier. Hierbei schaffte er es bis in das Halbfinale, in dem Alan Warriner dann die Oberhand behielt.

### Andere Turniere
Der einzige bedeutsame Einzeltitel in James’ vergleichsweise kurzer Karriere war jener bei den Welsh Open 1997 in seiner Heimat. Bei diesen war er zuvor bereits 1991 bis ins Finale und 1992 bis ins Viertelfinale vorgedrungen. Bei den Norway Open kam er 1998 zudem bis ins Halbfinale.
2003 gelang ihm die Qualifikation für die erste Auflage der von der Professional Darts Corporation (PDC) ausgetragenen UK Open in Bolton, er verlor jedoch gleich zum Auftakt gegen den unerfahrenen Mark Thomson. Dieses Spiel sollte das bis heute letzte aufgezeichnete Dartspiel von Marshall James bleiben.

## Weltmeisterschaftskarriere

### BDO
- 1997: Finale (3:6-Niederlage gegen  Les Wallace)
- 1998: 1. Runde (1:3-Niederlage gegen  Richie Burnett)
- 1999: Achtelfinale (1:3-Niederlage gegen  Steve Duke)